# Ptilodactyla equilobata
Ptilodactyla equilobata là một loài bọ cánh cứng trong họ Ptilodactylidae. Loài này được Chapin miêu tả khoa học năm 1927.